# Binària de raigs X
Les estrelles binàries de raigs X són una classe de sistema binari que són molt lluminoses en raigs x (10 33 - 10 39  erg/s). Estan formats per un objecte compacte que s'ha format per col·lapse d'una estrella, i una estrella convencional, de la seqüència principal. L'objecte compacte pot ser una estrella de neutrons o forat negre. Tots dos tenen masses majors a la del Sol, però concentrades en un volum molt menor. L'estrella convencional se sol anomenar estrella companya.
La matèria de l'estrella convencional cau en l'objecte compacte, en general formant un disc d'acreixement que orbita al voltant de l'objecte compacte. A la caiguda es converteix energia potencial gravitatòria en calor, fent que el disc abasti temperatures de milions de kelvin i emeti raigs x. A alta temperatura, tota la matèria del disc està en forma de plasma.

Representació artística d'una binària de raigs X.

Les binàries de raigs X es classifiquen segons la massa de l'estrella companya en binàries de raigs x de baixa massa i binàries de raigs X d'alta massa. Les de baixa massa tenen una companya de massa molt menor a la del Sol (són estrelles vermelles de tipus espectral K o M). Les d'alta massa tenen una companya amb massa molt més gran que la del Sol (estrelles blaves de tipus O o Be).
Hi ha centenars de binàries de raigs X en la nostra galàxia i es compten entre els objectes més brillants del cel en raigs X, com ara Scorpius X-1 o Cygnus X-1.
Són objectes molt variables, en escales de temps que van des de pocs minuts a anys. La variabilitat està relacionada amb canvis en l'acreixement de matèria, que al seu torn pot ser degut, per exemple, al moviment orbital de les dues estrelles o a precessió del disc d'acreixement.
Quan l'objecte compacte és un estel de neutrons, el seu fort camp magnètic pot conduir el plasma cap als pols magnètics. En els pols col·lideixen amb la superfície de l'estrella de neutrons i emeten importants quantitats de raigs X molt enfocats al llarg dels eixos magnètics. Són els anomenats púlsars de raigs x.
Igual que en les galàxies actives, en algunes binàries de raigs X es en general un jet o dolls de matèria que emergeix del disc d'acreixement, surt del sistema binari i es pot estendre al llarg de parsecs. Els dolls emeten en ràdio per radiació de sincrotró. En alguns d'aquests dolls s'observen components que viatgen a velocitats properes a la velocitat de la llum. En aquest cas, la binària de raigs X es coneix com a microquàsar.